# 劉繹 (弘治進士)
劉繹（1463年—？），字以成，號斗山，山西太原府代州人，軍籍，明朝政治人物。

## 生平
弘治二年（1489年）己酉科山西鄉試第二十七名舉人。弘治九年（1496年）中丙辰科會試第一百八十七名，三甲第一百九十五名進士。初授户部主事，歴郎中，正德二年（1507年）三月往辽东总理粮储兼屯田，东厂校尉侦其违例乘轿，及滥役人夫，少给粮价，多派斗头等事，械系镇抚司狱，狱具，上以绎违法事多，难以常例处，令荷重枷于户部门满一月。後释放为民。正德四年（1509年）十一月改授监察御史，整理两淮盐法，人称“刘铁汉”。升河南卫辉府知府，九年二月升长芦都转盐运使司盐运使，进阶嘉议大夫。

## 軼事
《湧幢小品》載，劉繹為劉瑾陷害下獄，有神人送藥得救，張綵以此奇事告知劉瑾，方得釋。

## 家族
曾祖父劉岩；祖父劉士祥，巡檢；父劉瓚，隆慶州吏目。前母趙氏；母韓氏。严侍下。兄劉绍、劉繕。